# Reinier Scheeres

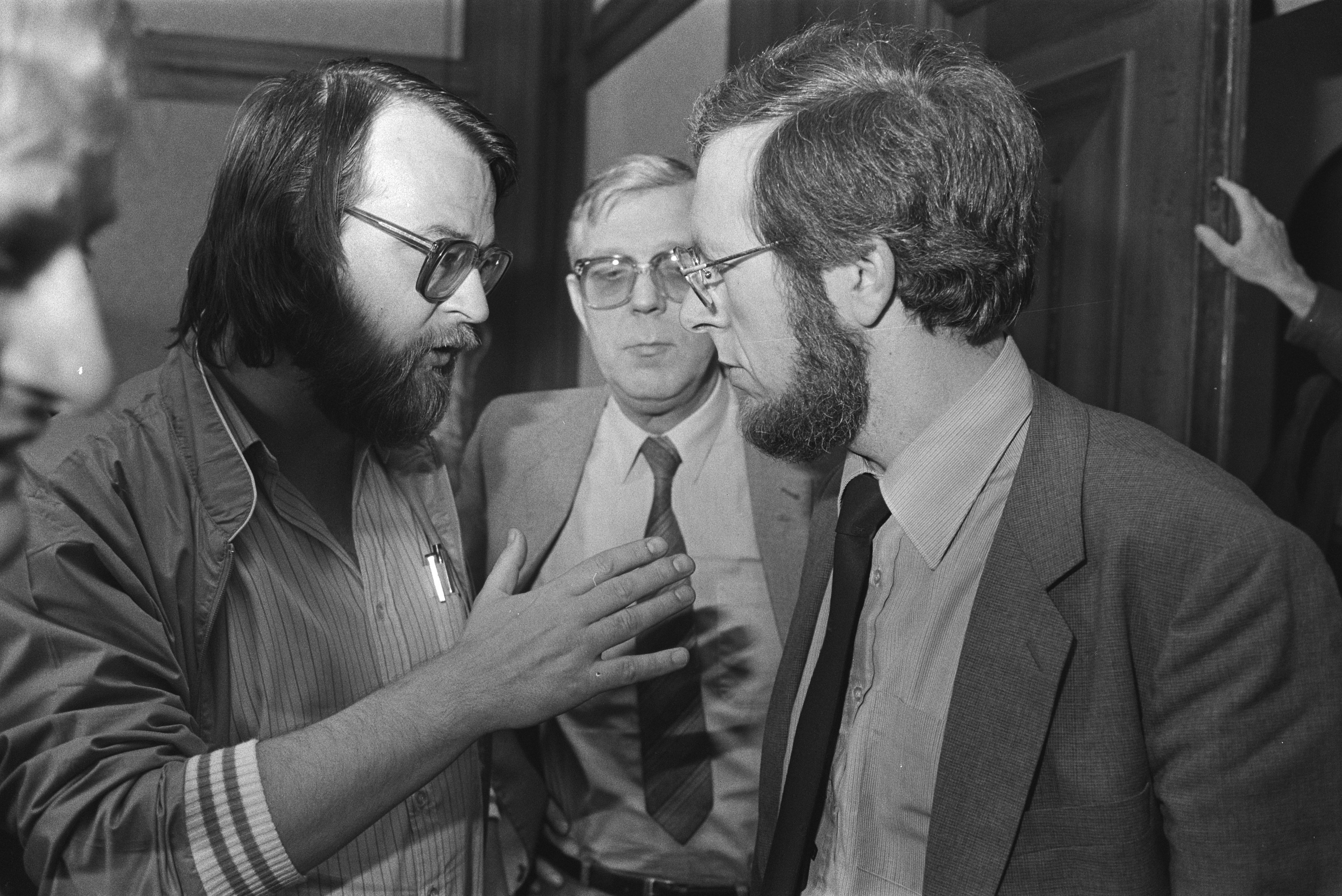
FNV-onderhandelaar Dirk Nas met Reinier Scheeres, maart 1984

Drs. Reinier Scheeres (Wassenaar, 21 juni 1944) is een Nederlands voormalig bestuurder van PvdA-signatuur.

## Beroepsleven
Scheeres was vanaf 1974 wethouder van economische zaken in de gemeente Schiedam. Vanaf januari 1983 vervulde hij in dezelfde gemeente de functie van burgemeester.  
Toentertijd was het een bestuurlijk novum dat een zittende wethouder in dezelfde gemeente burgemeester kon worden. Ongeschreven staatsrecht was immers dat een te benoemen burgemeester niet in de aanstellingsgemeente woonachtig is.   
Ofschoon economische zaken ten tijde van zijn burgemeesterschap geen onderdeel van zijn takenpakket meer vormde, zette Scheeres toch zijn kennis ten bate van de Schiedamse gemeenschap in, door intensief betrokken te zijn bij pogingen zoveel mogelijk werkgelegenheid in de tanende Scheepsreparatie-industrie van Schiedam te behouden.    
In het AVRO-radioprogramma "De burgemeester is jarig" van producent Gerrit den Braber heeft Scheeres gezegd dat hij voor de uitoefening van het burgemeestersambt ''slechts een halve dag per dag" nodig heeft. Bron: Beeld en Geluid, Hilversum.
Bij zijn ontslag op 1 september 2006 was Scheeres de langst in functie zijnde burgemeester van Nederland. Hij maakte dan ook nagenoeg vier benoemingstermijnen vol. 

## Pensionering
Na zijn terugtreden als burgemeester bleef Scheeres actief in het maatschappelijk leven, onder meer door de vervulling van het voorzitterschap van de stichting de Schiedamse Molens. Die functie vervulde hij ook al als onbezoldigde nevenfunctie tijdens zijn burgemeesterschap. Voorts bekleedde Scheeres de voorzittersfunctie in het bestuur van het Jenevermuseum (Schiedam).

## Onderscheiden
Op 26 april 2016 maakte de afdeling kabinet van de gemeente Schiedam bekend dat het Koning Willem-Alexander heeft behaagd Scheeres "bij algemene gelegenheid" te decoreren tot Ridder in de Orde van Oranje-Nassau.